# Savodwerghoningeter
De Savodwerghoningeter (Myzomela melanocephala) is een zangvogel uit de familie Meliphagidae (honingeters).

## Verspreiding en leefgebied
Deze soort is endemisch op de Salomonseilanden, met name de Florida-eilanden, Savo en Guadalcanal.

## Status
De grootte van de populatie is niet gekwantificeerd maar de soort wordt omschreven als algemeen. Op de Rode lijst van de IUCN heeft deze soort de status niet bedreigd.